# جنویو کورتس
جنویو کورتس یا جنویو پادالکی بازیگر امریکایی است که بخاطر نقش کریس فوریلو در سریال تلویزیونی آتش سریع و نقش روبی در سریال سوپرنچرال معروف است. او با ستاره سوپرنچرال، جرد پادالکی ازدواج کرده‌است.

## زندگی و شغل
کورتس در دانویل زاده شد و در ۱۳ سالگی همراه با خانواده اش ابتدا به مونتانا و بعد به سان ولی آیداهو نقل مکان کرد. او کارشناسی هنر زبان انگلیسی و کارشناسی تئاتر از دانشگاه نیویورک گرفت.
قبل از نقش تلویزیونی کریس فوریلو، در تئاترهای منطقه‌ای حضور داشت. کورتس در ۲۷ فوریه ۲۰۱۰، در سان ولی آیداهو با جرد پادالکی ازدواج کرد. در ۱۰ اکتبر ۲۰۱۱، این زوج اعلام کردند که منتظر تولد اولین فرزندشان هستند. در ۱۹ مارس ۲۰۱۲، پسرشان توماس کولتون پادالکی زاده شد. در ۲۲ دسامبر ۲۰۱۳ هم صاحب پسر دیگری بنام شپرد پادالکی شدند. دخترشان، اودت الیوت پادالکی در ۱۷ مارس ۲۰۱۷ زاده شد. این زوج با سه فرزندشان در آستین تگزاس زندگی می‌کنند.

## فیلم شناسی
| سال       | عنوان                         | نقش                   | یادداشت                               |
| --------- | ----------------------------- | --------------------- | ------------------------------------- |
| ۲۰۰۴      | دره مرگ                       | امبر                  |                                       |
| ۲۰۰۵      | باز شده                       |                       | ویدیوی کوتاه                          |
| ۲۰۰۵      | منطقه مرگ استفان کینگ         | کلوئه گریگ/لارا تیرنی | قسمت "زندگی کنونی"                    |
| ۲۰۰۵      | بچه‌ها در آمریکا               | اشلی هریس             |                                       |
| ۲۰۰۵-۲۰۰۸ | آتش سریع                      | کریس فوریلو           | ۵۲ قسمت                               |
| ۲۰۰۶      | ایده‌های باحال بریکفورد اشمکلر | دختر توگا             |                                       |
| ۲۰۰۶      | زندگی کوتاه است               | اشلی                  | فیلم کوتاه                            |
| ۲۰۰۷      | دیوانه‌های شور                 | جن                    |                                       |
| ۲۰۰۸      | سوپرنچرال                     | روبی                  | ۱۲ قسمت                               |
| ۲۰۰۹-۲۰۱۰ | فلش فوروارد                   | تریسی استارک          | ۱۰ قسمت                               |
| ۲۰۱۱      | سوپرنچرال                     | خودش و روبی           | قسمت "The French Mistake" و فصل ۴ و ۵ |
| ۲۰۱۲      | مورد تنفر                     | ورونیکا               |                                       |